# آدم إكريسلي
آدم إكريسلي (بالإنجليزية: Adam Eckersley)‏ هو لاعب كرة قدم بريطاني في مركز ظهير ‏، ولد في 7 سبتمبر 1985 في مانشستر في المملكة المتحدة. شارك مع منتخب إنجلترا تحت 16 سنة لكرة القدم ومنتخب إنجلترا تحت 17 سنة لكرة القدم ومنتخب إنجلترا تحت 18 سنة لكرة القدم. أما مع النوادي، فقد لعب مع آرهوس جمناستيك فورينينغ وبورت فايل ورويال أنتويرب ومانشستر يونايتد ونادي إدمونتون ونادي بارنسلي ونادي بروندبي ونادي هورسينس ونادي هيبرنيان وهارت أوف ميدلوثيان.

## وصلات خارجية
- آدم إكريسلي على موقع قاعدة بيانات كرة القدم.إي يو (الإنجليزية)
- آدم إكريسلي على موقع Soccerbase.com (لاعب) (الإنجليزية)
- آدم إكريسلي على موقع Soccerway.com (الإنجليزية)